# Stadtbücherei Öhringen
Die Stadtbücherei Öhringen ist die öffentliche Bibliothek der baden-württembergischen Stadt Öhringen im Hohenlohekreis und befindet sich im historischen Alten Rathaus in der Stadtmitte.

## Geschichte

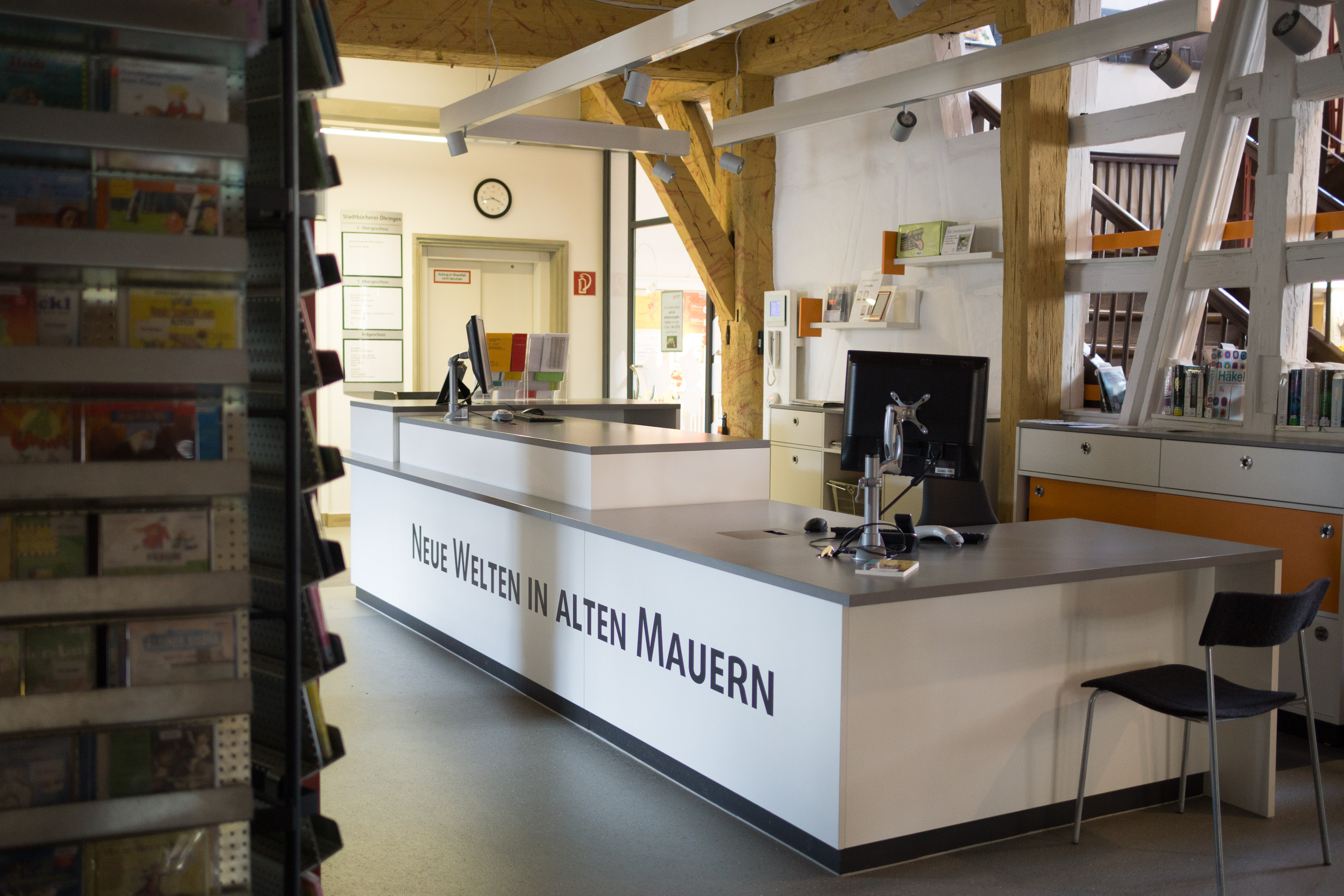
Service-Theke (2015)

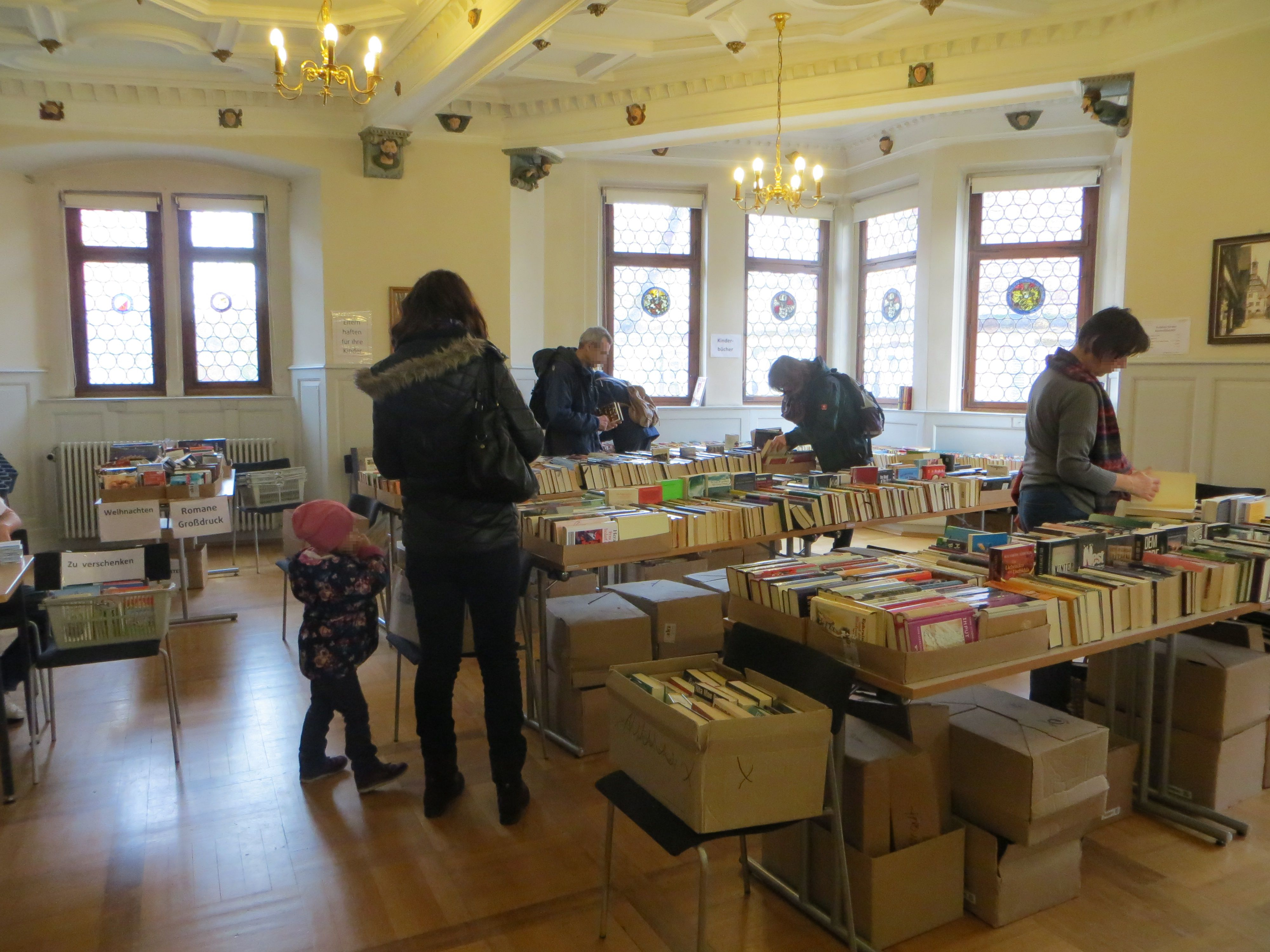
Bücherflohmarkt im Alten Ratssaal

Die Geschichte der Öhringer Bücherei reicht zurück bis in das Jahr 1950 und begann mit einer Bücherspende der amerikanischen und französischen Besatzungsmächte. Die Stadtbücherei war zunächst im Untergeschoss des Hauses der Jugend untergebracht und sollte wegen Platzmangels mit ihrem Bestand von 8.500 Bänden in das ausgediente Rathaus umziehen und der Bestand auf 15.000 Bände erweitert werden. Bis zur Fertigstellung der Umbaumaßnahmen im Rathaus befand sich die Bücherei seit 1984 im Erdgeschoss des Bürgerhauses (altes Hoftheater) und zog im März 1994 in die Räumlichkeiten im Alten Rathaus ein.
2011 wurde der Öhringer Stadtbücherei das Qualitätszertifikat „Ausgezeichnete Bibliothek“ verliehen.
Im Jahre 2014 folgte eine Baumaßnahme im Eingangsbereich und die Einführung der Selbstverbuchung und Mediensicherung mit RFID.

## Angebote
Stand 31. Dezember 2018 bietet die Stadtbücherei über 37.000 physische Medien an.
Zusätzlich zum klassischen Bibliotheksbestand ist der Online-Zugang, u. a. zum Munzinger-Archiv und zur Brockhaus-Enzyklopädie, möglich. Eine Video-on-Demand-Plattform bietet den Büchereikunden zahlreiche Titel von deutschen und internationalen Spielfilmen, Dokumentationen und Serien für Erwachsene und Kinder. Seit dem Beitritt zum Onleihe-Verbund Heilbronn-Franken im Jahr 2009 gibt es zusätzlich auch E-Books, E-Learning und andere E-Medien.
Die Bücherei verfügt über zwei Arbeitsplätze, wo das Internet und Office-Software für mind. 30 Minuten kostenlos genutzt werden können. In allen Räumen steht kostenloses WLAN zur Verfügung.
Außerdem wird zusätzlich ein vielfältiges Veranstaltungsprogramm angeboten, wie z. B. Autorenlesungen für alle Altersgruppen, Kinderveranstaltungen, Vorlesestunden, Lesetraining und Leseförderung für Kinder sowie Kindertheater und Krabbelgruppe.

## Förderverein
Der im Jahr 2005 gegründete gemeinnützige Förderverein der Stadtbücherei Öhringen e.V. unterstützt die Arbeit der Bücherei z. B. mit den Einnahmen von Bücherflohmärkten oder der ehrenamtlichen Mitarbeit von Bürgern bei Veranstaltungen.